# Kruisteken (Jan Verschoor)
Kruisteken of Kruisbeeld is een artistiek kunstwerk in Amsterdam Nieuw-West.
De kunstenaar Jan Verschoor kreeg rond 1979 de opdracht van de gemeente Amsterdam. Het is een samenstel van abstracte vormen rondom een verticale as. Verschoor probeerde met dit beeld balans te vinden. Van onder naar boven is er een smalle vorm komend uit de grond, vervolgens de kruisvorm en ten slotte een smal uiteinde. Volgens de kunstenaar zagen mensen er een krijger in, maar hij hield vol dat het beeld abstract is. Volgens de kunstenaar moet je erom heen lopen, want je ziet steeds wat anders. Het beeld is een keer aangereden toen het nog aan de kant van de weg stond; het moest naar de werkplaats terug om hersteld te worden. Het staat daarna in de middenberm van de Troelstralaan op een sokkel van graniet.
Een soortgelijk beeld uit 1985 staat aan de Duynsteelaan in Wassenaar.
Verschoor lichtte in Het Parool toe, dat het werk uit 1979 (en dus ook 1985) naadloos aansluit bij zijn werk uit 2020.

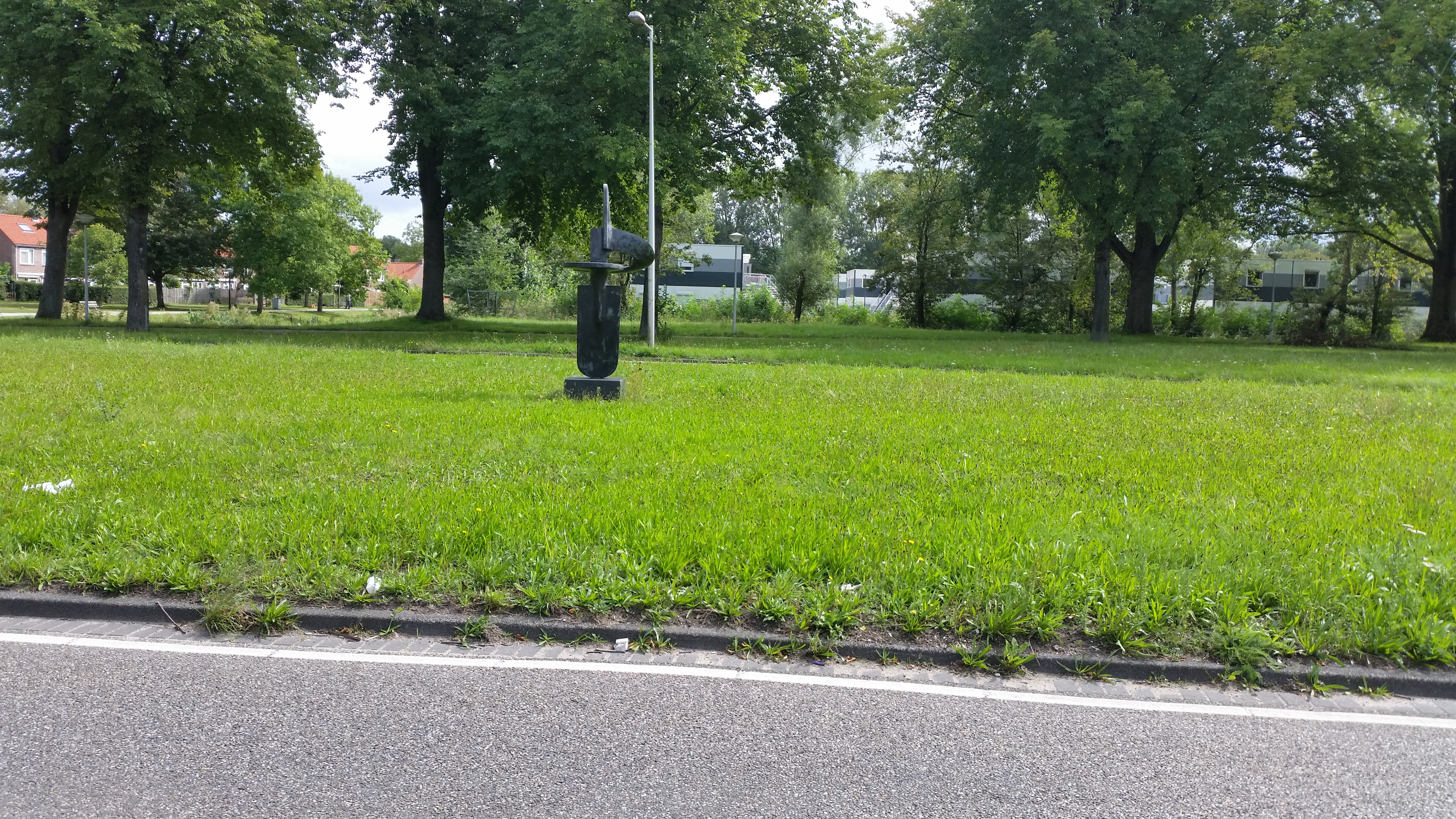
Kruisteken in de middenberm (augustus 2020)